# Katalin Karády
Katalin Karády (8. prosince 1910 Budapešť – 8. února 1990 New York) byla maďarská herečka a zpěvačka. Hvězda maďarského filmu v letech 1939–1945 je mimo Maďarsko známá především záchranou mnoha židovských dětí, za kterou byla oceněna titulem Spravedlivý mezi národy.

## Záchrana židovských dětí
Poté, co Německo okupovalo v roce 1944 Maďarsko, byla Katalin Karády uvězněna. Po propuštění se jí podařilo zachránit skupinu židovských dětí, které měly být na břehu Dunaje zastřeleny za pokus o podplacení maďarských fašistů zlatými šperky. Děti ukrývala ve svém bytě až do osvobození Budapešti v lednu 1945.